# Râul Boișoara, Boia
Râul Boișoara este un afluent al râului Boia. 